# Euploea anaitis
Euploea anaitis är en fjärilsart som beskrevs av Hans Fruhstorfer 1910. Euploea anaitis ingår i släktet Euploea och familjen praktfjärilar. Inga underarter finns listade i Catalogue of Life.